# Paulianoscirtus
Paulianoscirtus is een geslacht van kevers uit de familie van de loopkevers (Carabidae). De wetenschappelijke naam van het geslacht is voor het eerst geldig gepubliceerd in 1976 door Basilewsky.

## Soorten
Het geslacht Paulianoscirtus omvat de volgende soorten:
- Paulianoscirtus cordicollis Basilewsky, 1976
- Paulianoscirtus madecassus Basilewsky, 1976